# Дремель, Ребека
Ребека Дремель (словен. Rebeka Dremelj, род. 25 июля 1980, Брежице, СР Словения, Югославия) — словенская певица, модель, актриса и телеведущая; победитель конкурса «Мисс Словения-2001», представительница Словении на конкурсе песни Евровидение-2008.

## Карьера и личная жизнь
Ребека хорошо известна у себя на родине как победительница местного конкурса красоты «Мисс Словения» в 2001, а также как представительница Словении на конкурсе «Мисс Мира» в 2003. В дальнейшем она показала себя также как хорошая актриса и певица, принимая участие в съёмках ситкомов и телесериалов. Также певица записала пять сольных альбомов.
Состоит в хороших отношениях с известным сербским музыкантом и телеведущим Желько Йоксимовичем.
На международном конкурсе песни Евровидение 2008 Ребека Дремель представляла свою страну с песней «Vrag naj vzame». В первом полуфинале композиция финишировала одиннадцатой и не смогла дойти до финала.
Замужем за Санди Шкалером, с которым долгое время встречалась. Воспитывает дочь Шаяну (род. 2012).

## Дискография

### Альбомы
- 2002 — Prvi korak / Первый шаг
- 2004 — To sem jaz / Это я
- 2006 — Pojdi z menoj / Иди за мной
- 2009 — Nepremagljiva / Непобедимый
- 2010 — Differo / Другой
- 2014 — Best of Me / Моё лучшее

### Синглы
- Ko ugasnejo luči
- Prvi korak
- Nisem kriva
- Ne ustavi se
- Ne boš se igral
- Pojdi z menoj
- To je prava noč
- Daj mi daj
- Slovenski superboy
- Vrag naj vzame
- Petek 13.
- Sončno dekle
- Ribica
- Brez obraza